# Cathorops puncticulatus
Cathorops puncticulatus är en fiskart som först beskrevs av Valenciennes, 1840.  Cathorops puncticulatus ingår i släktet Cathorops och familjen Ariidae. Inga underarter finns listade i Catalogue of Life.